# 陳經邦
陳經邦（1537年—1615年），字公望，號肅庵，福建興化府莆田縣人，民籍，明朝政治人物。

## 生平
嘉靖四十三年（1564年）甲子科福建鄉試第十名舉人。嘉靖四十四年（1565年）中式乙丑科會試第二名，二甲第七名進士。户部观政，選庶吉士，隆慶元年（1567年）三月授翰林院编修，二年九月丁忧。明神宗在东宫時，充讲读官。神宗御极日，升修撰，万历元年（1573年）六月升左中允，八月主考顺天府乡试，四年十二月升左谕德兼侍读，五年八月升俸一级，闰八月给假省親，随即丁忧。八年闰四月復除原官，九年十一月升侍读学士，掌翰林院事，复充经筵，每进讲，条析敷陈，吐音洪亮，神宗改容听之，呼为白面先生而不名。亲書「責難陳善」四大字赐之。时当秋试，经邦于例宜典南畿，以张居正子在南雍，辞不往。居正夺情，京僚皆希旨疏留，经邦独否，以此啣之，数年不迁。居正卒，十年七月始擢礼部右侍郎、兼侍读学士，九月加太子宾客，十二月升吏部左侍郎、兼官如故，十一年四月掌詹事府事，六月教习庶吉士，十月晋礼部尚书、兼翰林院学士。会寿宫役兴，台省异议，经邦奉命覆视，不尽如辅臣指嗾，言官论之，十二年十月遂乞归。萬曆四十三年卒，享年七十九。贈太子少保。著有《西巖集》八十卷。葬仙游香田里長嶺東山南，负甲向庚。

## 家族
曾祖陳必清，壽官；祖父陳一通，壽官；父陳言，南京刑部郎中。母朱氏。弟经世（庠生）、经政、经学。子陳翰臣，字子卿，萬曆十三年乙酉应天府乡试举人，年三十九卒，父经邦以诗紀其事曰：年来不尽西河泪，为尔浮名一解颜。孫陳鍾岱，南京後軍都督府都事；陳鍾衡，官生。